# Ein Tag aus dem Leben eines Journalisten im Jahre 2889

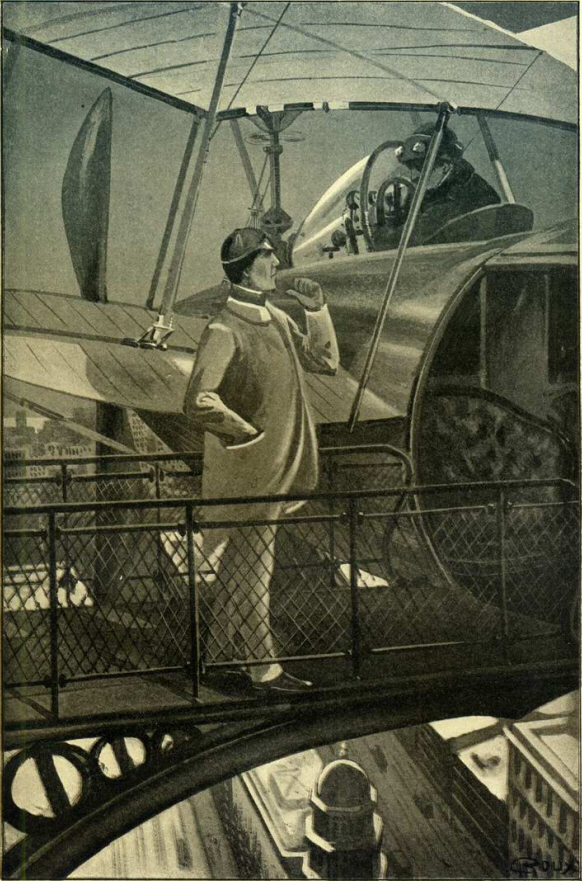
Zeichnung von George Roux zu der Kurzgeschichte „Im XXIX. Jahrhundert – Ein Tag aus dem Leben eines amerikanischen Journalisten im Jahre 2889“

Ein Tag aus dem Leben eines Journalisten im Jahre 2889 (auch Im XXIX. Jahrhundert – Ein Tag aus dem Leben eines amerikanischen Journalisten im Jahre 2889) ist eine Kurzgeschichte des französischen Autors Jules Verne. Sie basiert auf der 1889 in der amerikanischen Zeitschrift The Forum in New York erschienenen Kurzgeschichte In the Year 2889 seines Sohnes Michel Verne. Michels Erzählung wurde von seinem Vater gründlich überarbeitet und am 21. Januar 1891 unter Jules Vernes Namen und unter dem französischen Titel La journée d’un journaliste américain en 2890 im Journal d’Amiens. Monituer de la Somme veröffentlicht. 1910 erschien diese Fassung (mit einigen kleineren Änderungen von Michels Hand) erneut in dem Sammelband Gestern und morgen (franz. Hier et demain) zusammen mit weiteren Kurzgeschichten von Jules Verne.

## Handlung
Im hochindustrialisierten Amerika des 29. Jahrhunderts ist Centropolis die Supermetropole und neue Hauptstadt der USA. Jules Verne beschreibt revolutionäre technische Veränderungen, wie Bildtelefone, unterirdische Hochgeschwindigkeitszüge und verschiedene Luftfahrzeuge. Grundlage der größten Umwälzungen war die Lösung des energetischen Problems. Es werden neuartige Akkumulatoren verwendet, die die Sonnenenergie speichern.
In dieser „Wunderwelt“ lebt der Erbe des Gründers des New York Herald Francis Benett. Seit dreißig Generationen ist diese Zeitung in der Hand seiner Familie. Aus ihr hat sich inzwischen ein Medienimperium gebildet, welches jetzt unter dem Namen Earth Herald bekannt ist. Er besitzt das Monopol zur elektronischen Verbreitung der Nachrichten, was durch eine phonographische Verteilung mit Zuschaltung von Fernsehkanälen und der elektrischen Aufzeichnung von Bildern geschieht. Er besitzt dadurch so großen Einfluss, dass er finanziell völlig unabhängig ist. Er besitzt so viel Macht, dass Präsidenten seine Unterstützung suchen. Während für ihn ein normaler „Arbeitstag“ beginnt, befindet sich seine Frau Edith in Paris, wo sie ihre Hutgarderobe ausweitet. Mit dem Bildtelefon können die beiden schon zum Frühstück in Verbindung treten, die Technik macht es optisch und akustisch möglich.
Nach dem privaten Kontakt widmet sich Benett seinem Imperium. Aber er verdient nicht nur mit der Informationsverbreitung Geld, ein anderes Standbein ist die Werbung. Bei einem morgendlichen Rundgang in seiner Machtzentrale besucht Benett auch diese Abteilung. Für die Werbung wird eine neue Technologie genutzt. Mit riesigen Projektoren werden Werbebotschaften von unten an die Wolkendecke projiziert, die dann von ganzen Regionen gelesen werden können.
Da Francis Benett über umfangreiche Geldmittel verfügt, fällt es ihm nicht schwer, sich als Mäzen für Forschung und Entwicklung zu betätigen. Dabei denkt er an seine eigenen Vorteile. Gleichzeitig wird der einflussreiche Medientycoon auch von Botschaftern oder Regierungsvertretern konsultiert. Zur Diskussion steht die aktuelle Aufteilung der Welt, die weitgehend von Großmächten bestimmt ist. Eine drohende militärische Auseinandersetzung sieht Benett nicht, zumal er sich die Frage stellt, ob bei den vorhandenen Biowaffen und Chemiewaffen überhaupt ein Krieg möglich ist. Währenddessen haben die USA Begehrlichkeiten, sich England als ihre Kolonie einzuverleiben.
Für den Abend steht ein besonderes wissenschaftliches Ereignis bevor. Ein vor hundert Jahren eingefrorener Wissenschaftler soll wieder aufgetaut werden. An diesem öffentlichen Ereignis will Benett teilnehmen, die Medien sollen ebenfalls dabei sein. Nachmittags kontrolliert er seine Tageseinnahmen, wobei er diese Arbeit mit der Hilfe eines „elektronischen Rechenapparates“ im Nu erledigt. Endlich ist es Abend geworden. Die Fernsehkameras richten sich auf den eingefrorenen Wissenschaftler. Aber alle Versuche mit Wärme, Elektrizität und modernsten Elixieren bleiben ohne Erfolg. Offensichtlich ist der Wissenschaftler tot, und das schon seit hundert Jahren. Die Wissenschaftler, die ihren eingefrorenen Kollegen wiedererwecken wollten, müssen ihre Pläne aufgeben.
Als der Hausarzt von Francis Benett zum späten Abend rät, ein Wannenbad zu nehmen, lässt dieser sich die automatische Badewanne in sein Hotelzimmer hereinfahren. Aus der gefüllten Wanne klingen verschämte Schreie, seine Frau liegt schon badend darin. Sie ist erst vor wenigen Minuten durch die unterseeische Tunnel-Verbindung aus Europa von ihren Huteinkäufen zurückgekommen. Mit Benetts Rückblick auf einen verdienstvollen Tag, an dem er wieder eine große Geldsumme verdient hat, endet die Geschichte.

## Bibliografie (Auswahl)
- Jules Verne: Der ewige Adam. Diogenes Verlag, Zürich 1977, ISBN 3-257-20411-6.
- Michel Verne: Im Jahre 2889. Edition Dornbrunnen, Berlin 2023, ISBN 978-3-943275-67-4.